# Něrica
Něrica (rusky Нерица) je řeka v Republice Komi v Rusku. Je 203 km dlouhá. Povodí má rozlohu 3140 km².

## Průběh toku
Pramení na Hornovymské grjadě v Timanském krjaži. Ústí zleva do Pečory.

## Vodní stav
Zdroj vody je převážně sněhový. Průměrný roční průtok vody ve vzdálenosti 52 km od ústí činí 14,5 m³/s. Zamrzá na konci října až v listopadu a rozmrzá na začátku května.

## Využití
Na dolním toku je splavná.